# Херндон (Пенсилванија)
Херндон (енгл. Herndon) град је у америчкој савезној држави Пенсилванија.

## Демографија
По попису из 2010. године број становника је 324, што је 59 (-15,4%) становника мање него 2000. године.
| Група             | 2000.       | 2010.       |
| Белци             | 375 (97,9%) | 309 (95,4%) |
| Афроамериканци    | 7 (1,8%)    | 11 (3,4%)   |
| Азијати           | 0 (0,0%)    | 1 (0,3%)    |
| Хиспаноамериканци | 0 (0,0%)    | 0 (0,0%)    |
| Укупно            | 383         | 324         |